# Der Schatz der Azteken
Der Schatz der Azteken is een Duits-Frans-Italiaanse avonturenfilm uit 1965 onder regie van Robert Siodmak. De film is gebaseerd op de roman Waldröschen (1884) van de Duitse auteur Karl May.

## Verhaal
De Amerikaanse president Lincoln stuurt dr. Karl Sternau naar Mexico met een brief voor Juárez. De president steunt hem in zijn poging om keizer Maximiliaan te onttronen. De Duitse arts raakt ginds verwikkeld in een strijd om de goudschat van de Azteken en maakt kennis met afstammelingen van een oud Indiaans koningsgeslacht. Op de schat schijnt evenwel een vloek te rusten.

## Rolverdeling
| Acteur                | Personage                             |
| --------------------- | ------------------------------------- |
| Lex Barker            | Dr. Karl Sternau                      |
| Gérard Barray         | Graaf Alfonso di Rodrigando y Sevilla |
| Michèle Girardon      | Josefa                                |
| Teresa Lorca          | Karja                                 |
| Alessandra Panaro     | Rosita Arbellez                       |
| Rik Battaglia         | Kapitein Lazoro Verdoja               |
| Ralf Wolter           | Andreas Hasenpfeffer                  |
| Gustavo Rojo          | Luitenant Potoca                      |
| Hans Nielsen          | Don Pedro Arbellez                    |
| Friedrich von Ledebur | Don Fernando di Rodrigando y Sevilla  |
| Fausto Tozzi          | Benito Juárez                         |
| Reginald Pasch        | Notaris                               |
| Mavid Popovic         | Schwarzer Hirsch                      |